# 1993-as Tour de Hongrie
Az 1993-as Tour de Hongrie a sorozat történetének 22. versenye volt, melyet 28 év kihagyás után július 27. és augusztus 1. között bonyolítottak le. A versenyt –amin 98 kerékpáros indult- egyéni és csapat teljesítmény valamint sprint és hegyi részhajrák alapján értékelték. A viadat német, belga, ukrán, szlovén, francia, osztrák versenyzők tették nemzetközivé. A  győzelmet a német Jens Dittmann szerezte meg.
A rendező Magyar Kerékpáros Szövetség 5 évre szóló megállapodást kötött a Coca-Cola céggel, amely így főszponzor lett. Mivel a viadalt igen rövid idő alatt szervezték meg, így még nem szerepelt a hivatalos nemzetközi versenynaptárban. A körverseny összdíjazása 500 000 ft volt, melyből az összetett győztes  100 000 ft-ot kapott.
Az első öt szakaszon sikeres szökések után nyertek az etapok győztesei. A befejező távon a német Dittman 51 másodperces összetettbeli hátrányát tudta ledolgozni és ezzel megnyerni a versenyt.

## Szakaszok
| Szakasz | Végpontok    | Végpontok | Hossz  |                 | Jelleg            | Időpont                | Szakaszgyőztes    |
| Szakasz | Rajt         | Cél       | Hossz  |                 | Jelleg            | Időpont                | Szakaszgyőztes    |
| ------- | ------------ | --------- | ------ | --------------- | ----------------- | ---------------------- | ----------------- |
| 1.      | Budapest     | Győr      | 117 km | sík szakasz     | sík szakasz       | július 27., kedd       | Steig Csaba       |
| 2.      | Győr         | Siófok    | 127 km | közepes szakasz | sík/hegyi szakasz | július 28., szerda     | Gunter Nauwelaers |
| 3.      | Siófok       | Szekszárd | 167 km | közepes szakasz | sík/hegyi szakasz | július 29., csütörtök  | Mihail Csornij    |
| 4.      | Szekszárd    | Szolnok   | 209 km | sík szakasz     | sík szakasz       | július 30., péntek     | Marco Polanc      |
| 5.      | Szolnok      | Eger      | 126 km | sík szakasz     | sík szakasz       | július 31., szombat    | Uwe Zeidler       |
| 6.      | Felsőtárkány | Répáshuta | 22 km  | egyéni időfutam | egyéni időfutam   | július 31., szombat    | Dietmar Müller    |
| 7.      | Miskolc      | Budapest  | 183 km | közepes szakasz | sík/hegyi szakasz | augusztus 1., vasárnap | Steig Csaba       |

### Útvonal
1. szakasz: Budapest,  Vörösmarty tér – Budaörsi út (rajt) – Tata – Győr
2. szakasz: Győr  – Zirc – Várpalota – Siófok
3. szakasz: Siófok  – Kaposvár –  Dombóvár – Hőgyész – Szekszárd
4. szakasz: Szekszárd  – Baja – Kecskemét – Szolnok
5. szakasz: Szolnok – Heves – Kápolna – Eger
6. szakasz: Felsőtárkány  – Répáshuta
7. szakasz: Miskolc – Eger – Gyöngyös – Hatvan – Gödöllő – Budapest, Millenáris Sportpálya

## Az összetett verseny végeredménye
|    | Versenyző        | Csapat             | Idő         |
| -- | ---------------- | ------------------ | ----------- |
| 1. | Jens Dittmann    | Németország        | 23h 40' 58" |
| 2. | Kovács Gábor     | Tipográfia-Bianchi | + 16"       |
| 3. | Dominique Perras |                    | + 17"       |

## Csapatverseny
|    | Csapat         | Idő         |
| -- | -------------- | ----------- |
| 1. | Németország    | 71h 12' 32" |
| 2. | Ausztria       | + 6' 59"    |
| 3. | Schwinn-Csepel | + 9' 47"    |